# Patlot
Patlot är en ö i Finland. Den ligger i Skärgårdshavet och i kommunen Pargas i den ekonomiska regionen  Åboland i landskapet Egentliga Finland, i den sydvästra delen av landet. Ön ligger omkring 50 kilometer väster om Åbo och omkring 200 kilometer väster om Helsingfors.
Öns area är 14 hektar och dess största längd är 0,9 kilometer i öst-västlig riktning. Ön höjer sig omkring 30 meter över havsytan. I omgivningarna runt Patlot växer i huvudsak barrskog.